# 새출발 영애는 용제 폐하를 공략 중
새출발 영애는 용제 폐하를 공략중(やり直し令嬢は竜帝陛下を攻略中, The Do-Over Damsel Conquers the Dragon Emperor)은 나가세 사라사가 글을 쓰고 후지 미츠야가 그림을 그린 일본의 라이트 노벨 시리즈이다. 2019년 11월부터 사용자 제작 소설 출판 사이트 소설가가 되자에서 온라인 연재를 시작했다. 나중에 가도카와 빈즈 문고 각인으로 2020년 3월부터 6권을 출판한 가도카와 쇼텐에 인수되었다. 유즈 안코의 작품을 만화로 각색한 작품은 2020년 7월부터 가도카와 쇼텐의 청년 만화 잡지 월간 콤프 에이스에 연재되었다. 단행본 6권으로 수집되었다. J.C.STAFF가 제작한 TV 애니메이션 시리즈가 2024년 10월에 방영될 예정이다.

## 같이 보기
- 악역 영애이기 때문에 최종 보스를 길러보았습니다